# Leichtathletik-Weltmeisterschaften 1991/50 km Gehen der Männer
Das 50-km-Gehen der Männer bei den Leichtathletik-Weltmeisterschaften 1991 wurde am 31. August 1991 in den Straßen von Tokio ausgetragen.
In diesem Wettbewerb durften die sowjetischen Geher einen Doppelsieg feiern. Weltmeister wurde Aljaksandr Pataschou. Den zweiten Rang belegte der amtierende Europameister und Inhaber der Weltbestzeit Andrei Perlow. Bronze ging an den Deutschen Hartwig Gauder, der als Athlet für die DDR 1980 Olympiasieger und 1987 Weltmeister geworden war.

## Bestehende Rekorde / Bestleistungen

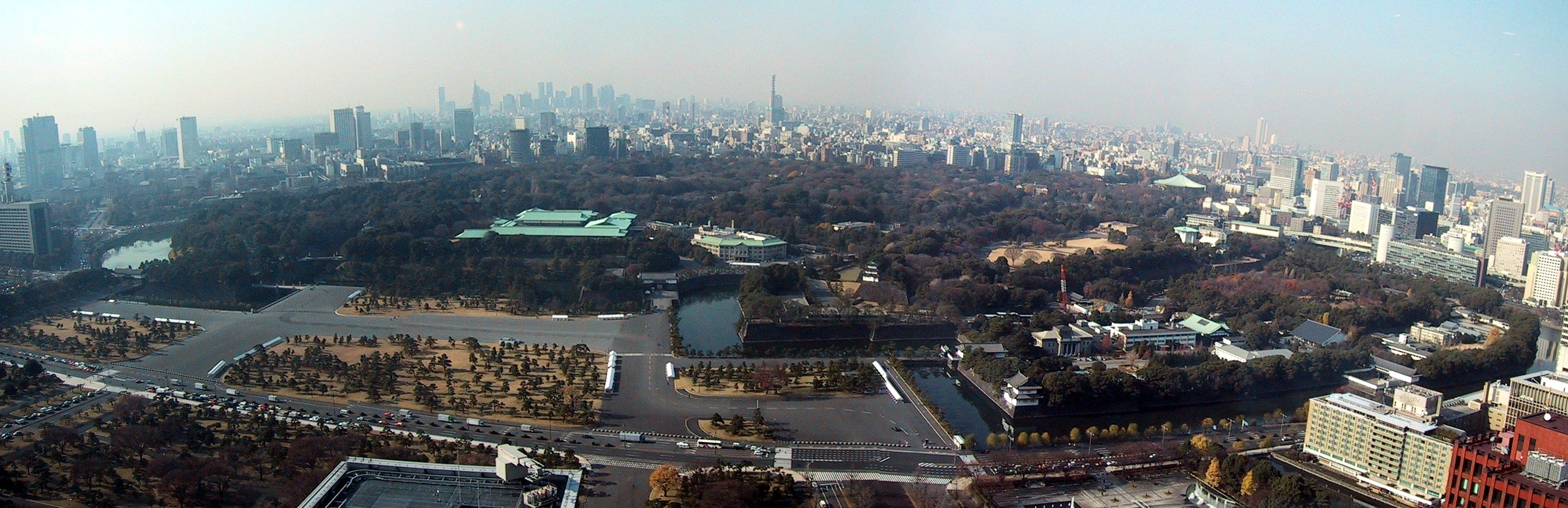
Panoramablick auf den Imperial Palace in Tokio

| Weltbestzeit | 3:37:41 h | Andrei Perlow     | Leningrad (heute St. Petersburg), Sowjetunion (heute Russland) | 5. August 1989  |
| WM-Rekord    | 3:40:53 h | Maurizio Damilano | WM 1987 in Rom, Italien                                        | 30. August 1987 |

Anmerkung:
Rekorde wurden damals im Marathonlauf und Straßengehen wegen der unterschiedlichen Streckenbeschaffenheiten mit Ausnahme von Meisterschaftsrekorden nicht geführt.
Unter den sehr ungünstigen äußeren Bedingungen – siehe unten – wurde der WM-Rekord bei diesen Weltmeisterschaften nicht erreicht.

## Durchführung

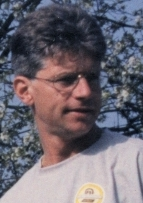
Titelverteidiger Hartwig Gauder (Foto aus dem Jahr 1994) errang die Bronzemedaille – 1980 war er Olympiasieger

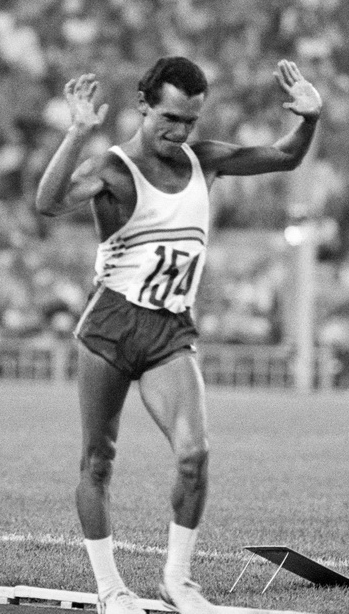
Jorge Llopart, 1980 Olympiazweiter und 1978 Europameister musste hier mit Platz siebzehn zufrieden sein

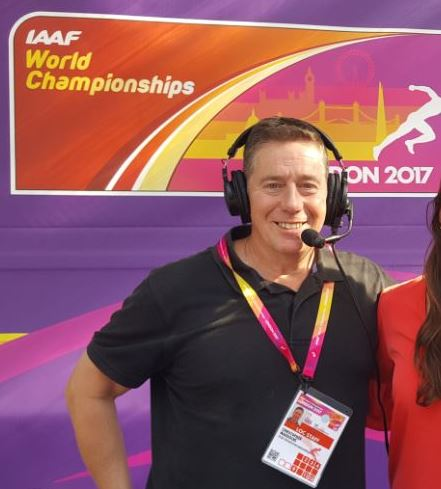
Chris Maddocks (hier im Jahr 2017) wurde 24.

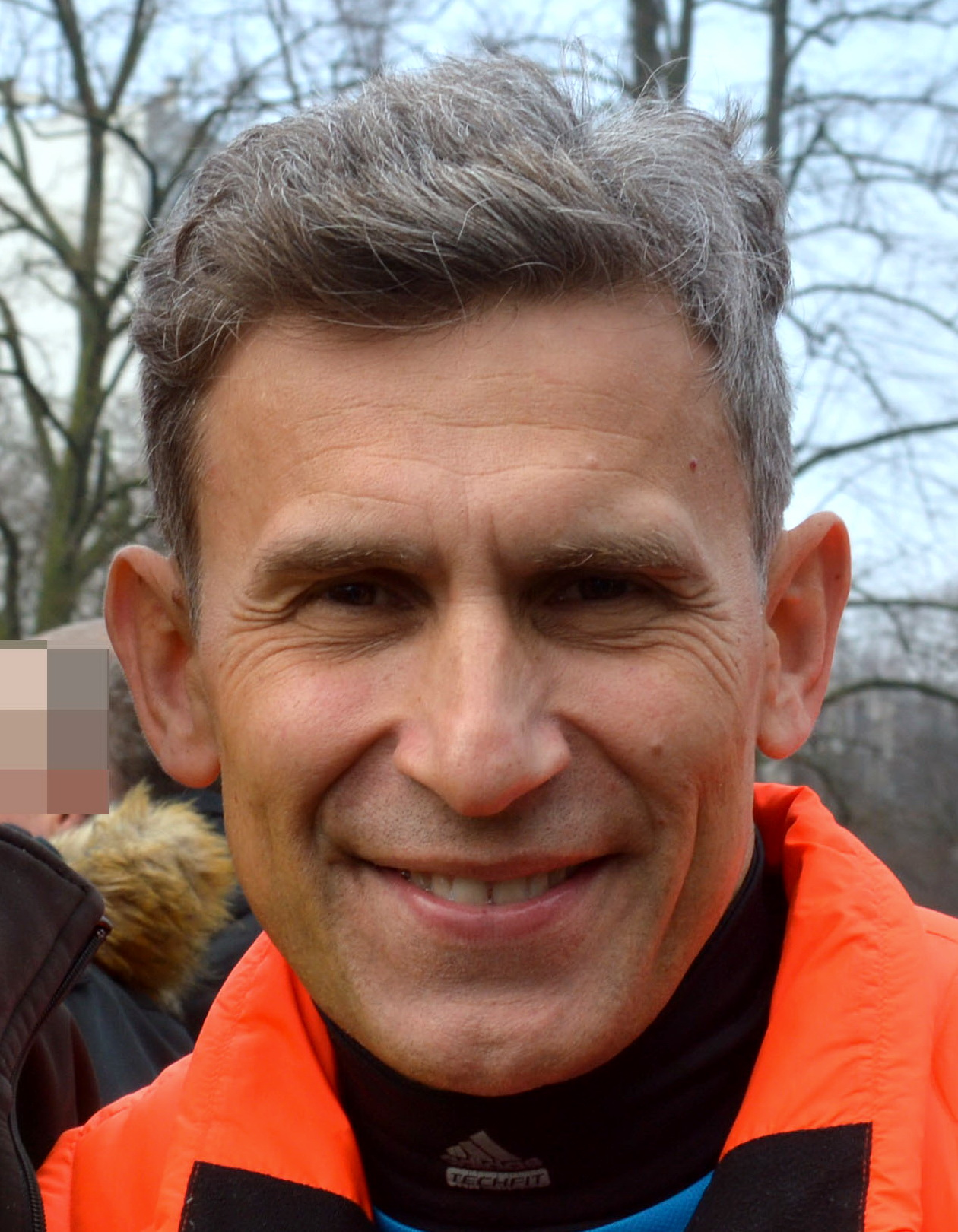
Robert Korzeniowski (im Jahr 2018) – später einer der erfolgreichsten Geher der Sportgeschichte – gab den Wettkampf auf

Hier gab es keine Vorrunde, alle 38 Geher traten gemeinsam zum Finale an.
Der Wettbewerb wurde bereits um 7:00 Uhr Ortszeit gestartet. Dennoch stellten die äußeren Bedingungen – 25° Celsius und 97 % Luftfeuchtigkeit – eine enorme Belastung für die Teilnehmer dar. So kam es dazu, dass zwölf der 38 gestarteten Geher aufgaben.

## Wettbewerbsverlauf
Nachdem die 20-km-Marke in 1:33:03 h passiert worden war, forcierten die beiden sowjetischen Geher Aljaksandr Pataschou sowie der amtierende Europameister und Inhaber der Weltbestzeit Andrei Perlow das Tempo. Zunächst konnten der dritte sowjetische Teilnehmer Wytalyj Popowytsch sowie der deutsche Titelverteidiger und Olympiasieger von 1980 Hartwig Gauder noch mithalten. Doch bald setzten sich Pataschou und Perlow ab. Im weiteren Verlauf schüttelte Gauder seinen Begleiter Popowitsch ab. Die beiden Führenden erreichten gemeinsam das Stadion und beschlossen – so berichteten sie hinterher – fünfzig Meter vor dem Ende, nicht gegeneinander um den Sieg zu kämpfen, sondern die Ziellinie gemeinsam zu überqueren, was sie Arm in Arm auch taten. Ein solcher Ausgang ist allerdings im Reglement nicht vorgesehen, die Offiziellen wollten die Absicht der beiden Erstplatzierten nicht akzeptieren. Sie suchten auf dem Zielfoto nach einem Unterschied und entschieden, dass Pataschou mit einem Vorsprung von einer Hundertstelsekunde vor Perlow das Ziel erreicht hatte. So wurde Aljaksandr Pataschou zum Weltmeister und Andrei Perlow zum Vizeweltmeister erklärt. Hartwig Gauder hielt seinen dritten Platz und erkämpfte die Bronzemedaille. Vierter wurde Wytalyj Popowytsch.

## Ergebnis
31. August 1991, 7:00 Uhr
| Platz | Name                    | Nation           | Zeit (h) |
| ----- | ----------------------- | ---------------- | -------- |
| 1     | Aljaksandr Pataschou    | Sowjetunion      | 3:53:09  |
| 2     | Andrei Perlow           | Sowjetunion      | 3:53:09  |
| 3     | Hartwig Gauder          | Deutschland      | 3:55:14  |
| 4     | Wytalyj Popowytsch      | Sowjetunion      | 4:00;10  |
| 5     | Valentin Kononen        | Finnland         | 4:02:34  |
| 6     | Giuseppe De Gaetano     | Italien          | 4:03:43  |
| 7     | Fumio Imamura           | Japan            | 4:06:07  |
| 8     | René Piller             | Frankreich       | 4:06:30  |
| 9     | Gottfried De Jonckheere | Belgien          | 4:07:44  |
| 10    | Les Morton              | Großbritannien   | 4:09:18  |
| 11    | Martín Bermúdez         | Mexiko           | 4:11:56  |
| 12    | José Marín              | Spanien          | 4:13:19  |
| 13    | Tadahiro Kosaka         | Japan            | 4:13:32  |
| 14    | Gyula Dudás             | Ungarn           | 4:14:23  |
| 15    | Tim Berrett             | Kanada           | 4:14:35  |
| 16    | Pavel Szikora           | Tschechoslowakei | 4:14:59  |
| 17    | Jorge Llopart           | Spanien          | 4:16:36  |
| 18    | Hubert Sonnek           | Tschechoslowakei | 4:26:24  |
| 19    | Torsten Trampeli        | Deutschland      | 4:27:23  |
| 20    | Jaroslav Makovec        | Tschechoslowakei | 4:29:45  |
| 21    | Germán Sánchez          | Mexiko           | 4:34:41  |
| 22    | Paul Blagg              | Großbritannien   | 4:35:22  |
| 23    | Takehiro Sonohara       | Japan            | 4:38:09  |
| 24    | Chris Maddocks          | Großbritannien   | 4:39:15  |
| DNF   | Bo Gustafsson           | Schweden         |          |
| DNF   | Giovanni Perricelli     | Italien          |          |
| DNF   | Basilio Labrador        | Spanien          |          |
| DNF   | Simon Baker             | Australien       |          |
| DNF   | Héctor Moreno           | Kolumbien        |          |
| DNF   | Carl Schueler           | USA              |          |
| DNF   | Veijo Savikko           | Finnland         |          |
| DNF   | Ronald Weigel           | Deutschland      |          |
| DNF   | Robert Korzeniowski     | Polen            |          |
| DNF   | Sandro Bellucci         | Italien          |          |
| DNF   | António Kohler          | Brasilien        |          |
| DNF   | Martial Fesselier       | Frankreich       |          |
| DSQ   | Enrique Vera-Ibáñez     | Schweden         |          |
| DSQ   | Rodrigo Serrano         | Mexiko           |          |